# Collio Goriziano Pinot Nero
Le Collio Goriziano Pinot Nero (ou Collio Pinot Nero) est un vin rouge italien de la région Frioul-Vénétie Julienne doté d'une appellation DOC depuis le 3 novembre 1989. Seuls ont droit à la DOC les vins récoltés à l'intérieur de l'aire de production définie par le décret. Les vignobles autorisés se situent dans la province de Gorizia dans les communes et hameaux de Brazzano, Capriva del Friuli, Cormons - Plessiva, Dolegna del Collio, Farra d'Isonzo, Lucinico, Mossa, Oslavia, Ruttars et San Floriano del Collio.
Le Collio Goriziano Pinot Nero répond à un cahier des charges moins exigeant que le Collio Goriziano Pinot Nero riserva, essentiellement en relation avec le vieillissement.

## Caractéristiques organoleptiques
- couleur : rouge rubis plus ou moins intense.
- odeur : caractéristique, intense
- saveur : sec, agréable, velouté

Le Collio Goriziano Pinot Nero se déguste à une température comprise entre 14 et 16 °C. Il se gardera 3 - 5 ans.

## Production
Province, saison, volume en hectolitres :
- Gorizia (1990/91) 957,15
- Gorizia (1991/92) 888,73
- Gorizia (1992/93) 996,52
- Gorizia (1993/94) 843,43
- Gorizia (1994/95) 790,76
- Gorizia (1995/96) 619,48
- Gorizia (1996/97) 908,74